# Jalal al-Din Khan
Jalal al-Din Khan (a les cròniques russes Seleni Sultan, a les cròniques poloneses Seledin; a les fonts turques apareix com a Jalalberdi; Schiltberger l'esmenta com a Segelalladin; en tàtar: Cäläletdin; en polonès: Dżalal ad-Din) ((1380–1412)) fou kan de part de l'Horda d'Or. Es va revoltar vers 1412 quan Edigu va marxar cap a Coràsmia per no haver de combatre el seu propi fill Nur al-Din i a Timur Khan (el kan que tenia el suport del fill); Nur al-Din va marxar també en persecució del pare i llavors Jalal a-Din, que era el fill gran de Toktamix i vivia a Kiev sota la protecció del seu amic Vitautes de Lituània, es va aixecar i segons Hajji Abdul Ghassar va obligar a Timur a fugir cap a l'est, sent reconegut en una part del kanat (el sud-oest, Crimea i Astracan almenys) mentre Timur va conservar el control de Bolghar i la zona del Volga.
Jalal al-Din va intentar combatre i matar a Nur al-Din, i no ho va aconseguir (Nur al-Din va escapar i es va penedir de no haver seguit els consells del seu pare Edigu) però Pulad Khan que encara es mantenia actiu fou derrotat i mort per Jalal al-Din. Hauria estat Edigu qui va enviar als karakalpaks i mangits a fer un atac a la zona del riu Ural.
Els fills de Boris de Nijni Nóvgorod, intentaven recuperar Vladímir i van anar a l'Horda on van obtenir un yarligh que ordenava a Basili I de Moscou cedir als pretendents el principat de Vladímir. Vitautes de Lituània donava suport a Jalal al-Din i estava aliat també a Ivan de Tver i per això Basili va decidir anar en persona a l'Horda; el va seguir als pocs dies el príncep de Tver. Però llavors va tenir lloc una revolució a l'Horda; Jalal al-Din, satisfet amb el seu èxit que l'hauria portat a conquerir Bolghar, va mostrar el seu orgull i avarícia i va ignorar als seus parents als que devia en part el triomf. Edigu va venir des de la part oriental i es va enfrontar a les seves forces; en la batalla fou mort per una fletxa pel seu germà Kibak o, segons Van Hammer, Kerimberdi; aquest darrer es va proclamar kan.
Va encunyar monedes a Astracan i Bolghar, datades el 1412. És famós també per haver escrit història de l'Imperi Mongol.